# Côte-Sainte-Catherine (métro de Montréal)
Pour les articles homonymes, voir Sainte-Catherine.
Côte-Sainte-Catherine est une station de la ligne orange du métro de Montréal située dans l'arrondissement Côte-des-Neiges–Notre-Dame-de-Grâce.

## Origine du nom
La côte Sainte-Catherine correspondait au territoire du village d'Outremont au XVIIIe siècle, où se trouvait le chemin principal, appelé chemin de la Côte-Sainte-Catherine. Celui-ci fut nommé en l'honneur de Catherine d'Alexandrie, jeune martyre égyptienne. La station s'est brièvement appelée Station de la Côte-Sainte-Catherine entre mai et novembre 2014, avant que la Société de transport de Montréal ne revienne sur sa décision,.

## Lignes d'autobus
|     | Service de jour       |
| 124 | Victoria              |
| 129 | Côte-Sainte-Catherine |

|     | Service de nuit      |
| 368 | Avenue du Mont-Royal |

## Édicules
4780, chemin de la Côte-Ste-Catherine
Cet édicule comporte deux sorties: Une vers la rue Victoria et la dernière vers le chemin de la Côte-Sainte-Catherine. Une station de BIXI, un système de vélo en libre-service se trouve à proximité sur la rue Beaucourt.

## Principales intersections à proximité
- chemin de la Côte-Ste-Catherine / av. Victoria

## Centres d'intérêt à proximité
- Centre communautaire juif
- Centre Segal des arts de la scène
- Communauté Sépharade du Québec - Centre d'accueil et d'information

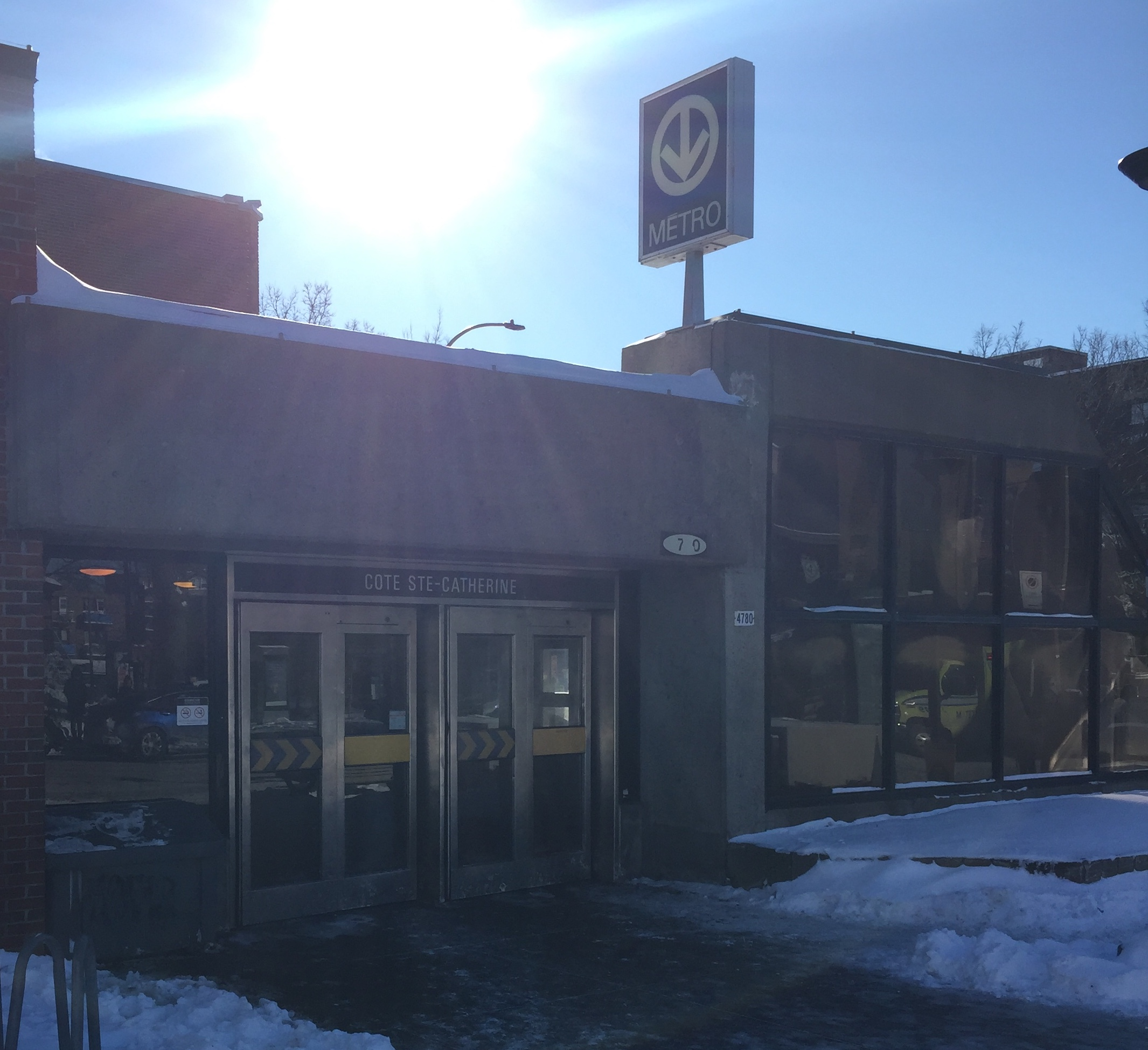
Édicule de la station de métro Côte-Sainte-Catherine

- Grand rabbinat du Québec
- Hôpital général juif
- Talmud Torah unis de Montréal